# Aero A-101
L'Aero A-101, chiamato anche
Aero A.101, fu un bombardiere leggero e aereo da addestramento monomotore biplano sviluppato dall'azienda aeronautica cecoslovacca Aero Vodochody nei primi anni trenta.
L'Aero A.101 fu un'evoluzione migliorativa dell'Aero A.100, incrementandone le dimensioni e dotandolo di un motore più potente. Tuttavia, nonostante avesse una potenza maggiore del 33%, le prestazioni erano inferiori. La produzione fu di soli 50 esemplari, che vennero ordinati dalle forze armate repubblicane spagnole per utilizzarle nella guerra civile spagnola. Alcuni di questi aerei, però, furono requisiti dai nazionalisti spagnoli durante il trasporto, che li impiegarono proprio contro i repubblicani.

## Utilizzatori
Cecoslovacchia
- Češkoslovenske Vojenske Letectvo

 Slovacchia
- Slovenské vzdušné zbrane

 Spagna
- Fuerzas Aéreas de la República Española[3]

 Spagna
- Aviación Nacional